# Festivali i Këngës 35
Festivali i Këngës 35 var den 35:e upplagan av Festivali i Këngës och hölls i december 1996 i Pallati i Kongreseve i Tirana. Värdar för programmet var Ardit Gjebrea, Valbona Çoba och Rudina Magjistari. Under programmet var även den Albanienbördiga italienska sångerskan Anna Oxa inbjuden som gäst. 
Tävlingen vanns av Elsa Lila med låten "Pyes lotin" före Mira Konçi med "Fatit i besoj" på andra plats, och Aurela Gaçe med "Me jetën dashuruar" på tredje plats. 

## Deltagare (urval)
| Plats | Artist                                       | Låt                         | Text               | Musik                   |
| ----- | -------------------------------------------- | --------------------------- | ------------------ | ----------------------- |
| 1     | Elsa Lila                                    | "Pyes lotin"                | Enrieta Sina       | Valentin Veizi          |
| 2     | Mira Konçi                                   | "Fatit i besoj"             | Zhuliana Jorganxhi | Shpëtim Saraçi          |
| 3     | Aurela Gaçe                                  | "Me jetën dashuruar"        | Shpëtim Rroqi      | Markelian Kapedani      |
| 6     | Ledina Çelo                                  | "Kërko dashurinë"           | Jorgo Papingji     | Flamur Shehu            |
| i.u.  | Adelina Ismajli                              | "Zemrën nuk ta fal"         | Ilmi Statovci      | Virusi                  |
| i.u.  | Albërie Hadërgjonaj                          | "Jeta nuk është lodër"      | Mimoza Biçi        | A. Gjonaj               |
| i.u.  | Armend Rexhepagiqi                           | "Ti nuk më meriton"         | Aida Baraku        | Aida Baraku             |
| i.u.  | Frederik Ndoci                               | "Kitarat e paqës"           | Xhevahir Spahiu    | Aleksandër Peçi         |
| i.u.  | Fitnete Tuda                                 | "Shi bie ne Tirane"         | Fitnete Tuda       | Fitnete Tuda            |
| i.u.  | Alma Bektashi                                | "Zhgënjimi"                 | Alqi Boshnjaku     | Kujtim Laro             |
| i.u.  | Viken Kamenica & Sajmir Çili                 | "Flas me rininë time"       | Jorgo Papingji     | Osman Mula & Luan Zhegu |
| i.u.  | Rovena Dilo                                  | "Unë dhe koha"              | Agim Doçi          | Alfred Kaçinari         |
| i.u.  | Eranda Libohova                              | "Kthehu per vehte, per mua" | Zhuliana Jorganxhi | Gazmend Mullahi         |
| i.u.  | Françesk Radi                                | "Rock i burgut"             | Agim Doçi          | Françesk Radi           |
| i.u.  | Rovena Dilo                                  | "Unë dhe koha"              | Agim Doçi          | Alfred Kaçinari         |
| i.u.  | Aleksandër Gjoka, Redon Makashi & Elton Deda | "Të pranoj si je"           | Alqi Boshnjaku     | Aleksandër Gjoka        |
| i.u.  | Irma Libohova                                | "Hiqni maskat"              | Agim Doçi          | Adrian Hila             |
| i.u.  | Genc Dashi & Gruppen "G 27"                  | "Zgjohu nga ëndërra"        | Genc Dashi         | Genc Dashi              |